# Borgo Tanaro Trincere Torrazzo

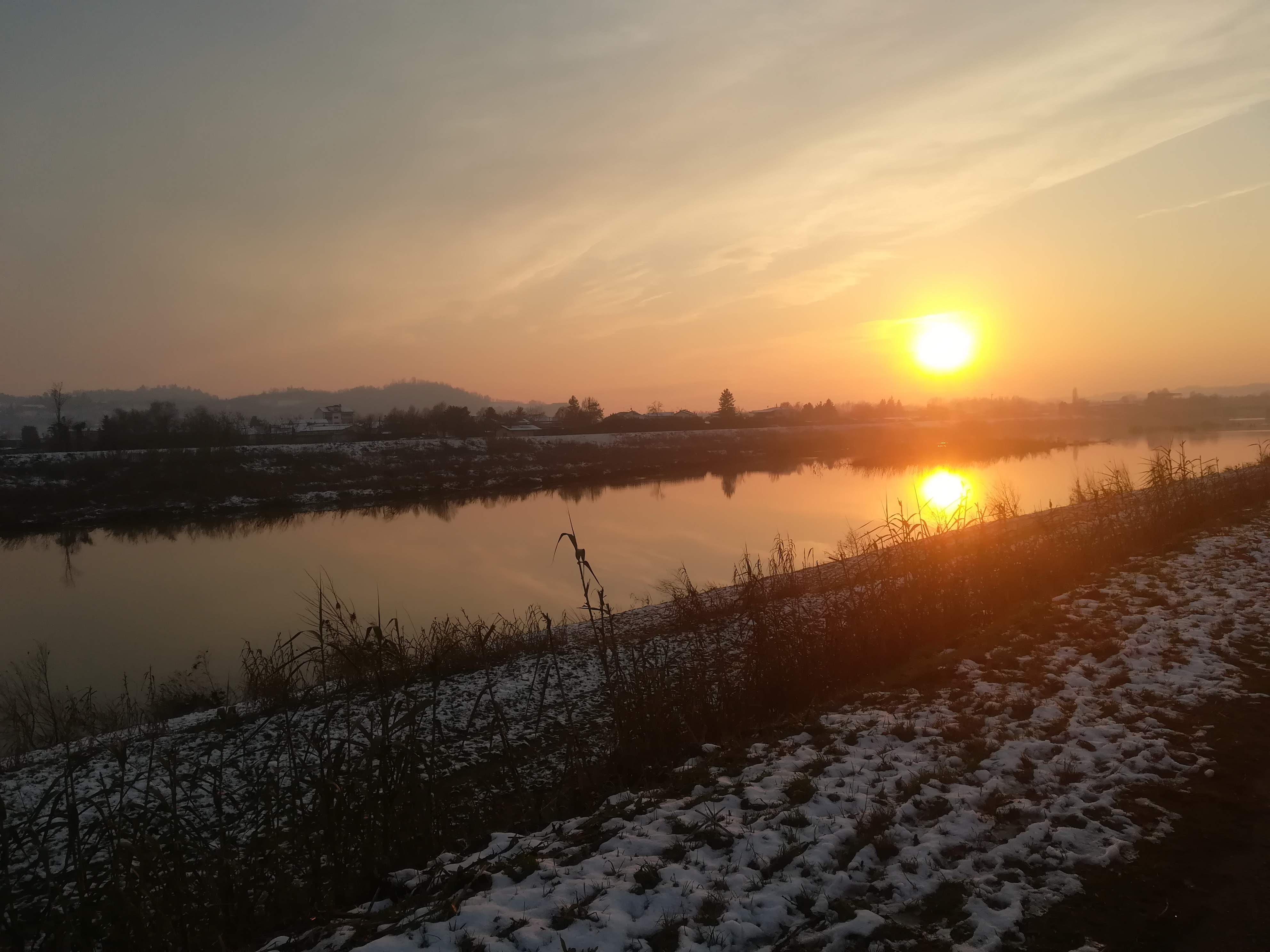
Il fiume Tanaro visto dal "Parco Lungo Tanaro", parco astigiano dedicato all'omonimo fiume

Il Borgo Tanaro Trincere Torrazzo è uno dei 21 Rioni, Borghi, Comuni, partecipanti al Palio di Asti la prima domenica di settembre.

## L'origine del nome
Il nome del Borgo deriva dall'unione di tre territori:
- il Borgo Tanaro, quartiere popolare alla periferia della città, da sempre in perfetta simbiosi col fiume Tanaro, che lambisce la zona sud di Asti, il nome probabilmente deriva dalla radice indoeuropea "tan-ar", che avrebbe significato di "acqua corrente"
- la località delle Trincere, a sud del fiume, ricca di campi ed orti coltivati
- il Torrazzo, località a sud delle Trincere che prende nome probabilmente da una torre di avvistamento lungo la strada romana verso Mongardino.

## Lo sviluppo

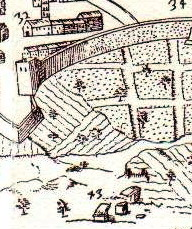
Pilastri antichi del ponte sul Tanaro

il Ponte sul Tanaro, cartolina di inizio XX secolo.

Festeggiamenti dopo la vittoria del 1933

Gian Luigi Bera asserisce che già nell'età del ferro, il Tanaro costituiva un'importante rotta per i traffici e gli scambi commerciali tra i popoli insediati sul suo percorso, favorendone lo sviluppo demografico.
Il fiume Tanaro, per tutto il periodo medievale, correva lungo il perimetro meridionale delle mura.
Nell'XI/XII secolo, all'apice del suo dominio, il Comune di Asti impose a Tommaso I di Savoia:
L'opera di convogliare il Po ad affluente del Tanaro, per aumentare la navigabilità del fiume, si rivelò troppo imponente e dispendiosa e non fu mai realizzata.

## La deviazione del Tanaro
Un ponte sul Tanaro esisteva già nel 1206, all'incrocio tra corso Venezia e corso Savona.
Secondo le carte dell'archivio Capitolare, nelle sue immediate vicinanze, esisteva già una chiesa dedicata a Santa Maria del Tanaro ed il porto, che raccoglieva i traffici commerciali di uno dei più importanti collegamenti fra il Piemonte meridionale e le città Padane. Un documento del 1169 riferisce che i mercanti Alessandrini raggiungevano Asti "per aquas".
Negli ordinati Comunali del 1385, durante la Signoria Viscontea, i bestemmiatori reiterati, per punizione, erano calati dai ponti del Tanaro con una corda nelle acque fino ad essere completamente sommersi.
Il ponte divenne inutile nel Cinquecento: con la deviazione del fiume più a meridione, fu abbandonato ed i resti si notano ancora nella carta del Laurus del 1639.

Sotto la supervisione del governatore Tommaso Valperga di Masino, nel 1587 cominciarono i lavori per la deviazione del fiume: il progetto prevedeva lo spostamento di circa un chilometro a sud del fiume. L'opera, rallentata anche da buona parte dei cittadini astigiani e dalla "Società del Moleggio", che non vedevano di buon occhio la modifica, terminò solamente nel 1588 grazie all'intervento di Carlo Emanuele I di Savoia, che inviò ad Asti Fabio Argentero in qualità di commissario ducale per sbloccare la situazione. Solo nel 1590 l'opera poté ritenersi conclusa.

## Il ponte sul Tanaro
I ponti sul Tanaro, molto importanti per la viabilità ed il commercio della repubblica astese, erano al tempo infrastrutture imponenti, che richiedevano una costante cura e continue spese per la manutenzione. Spese che gravavano sul bilancio cittadino: non a caso il transito su di essi era regolato da un pedaggio.
Dopo la deviazione del fiume, molti ponti provvisori si alternarono durante i secoli, fino al 1806, quando la costruzione divenne più stabile con spalle in muratura. Questo ponte resistette fino al 1840, quando una delle cicliche "piene" del fiume, rovinò tre arcate.
Il ponte fu abbattuto ed al suo posto ne fu costruito uno sospeso, sostenuto da gomene di ferro.

## Il Borgo
Nell'Ottocento, il Borgo era unito al Rione San Paolo e solamente nel 1930, ottenne il riconoscimento come parrocchia, anche se disponeva di una propria chiesa già dal 1914 (la chiesa della SS.Annunziata).

## Lo stemma

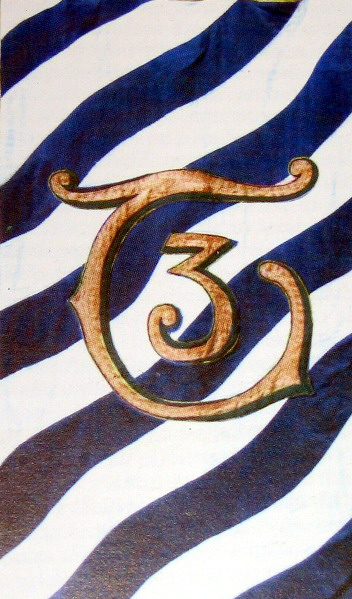
Vessillo anni ottanta

Il Borgo Tanaro Trincere Torrazzo, fin dalle sue prime apparizioni, ha adottato i colori bianco azzurri ondati. Negli anni ottanta, al centro dello stemma campeggiava un 3T d'oro.
Tra la fine del XX secolo ed il XXI secolo, il borgo ha adottato uno scudo alla francese antico troncato: la parte superiore presenta su fondo azzurro una forcella da barcaiolo d'argento cimata d'oro, accompagnata da due pesci addossati d'argento; nella parte inferiore, su fondo bianco, tre fasce ondate azzurre con la bordura rossa. Nel 2006 è stata modificata la foggia dello scudo, optando per la forma "a testa di cavallo", rinascimentale.

## Le vittorie al Palio
Il sodalizio che ha visto il Borgo partecipare nelle edizioni degli anni Trenta, con il fantino Vincenzo Viarengo, ha portato questo alla vittoria del 1933 (in quel periodo il Borgo si chiamava Ponte Tanaro)
Nel periodo post bellico le vittorie sono state tre:
- 1990, con Maurizio Farnetani detto Bucefalo, sul cavallo Phantasm/Brown Devil
- 2002, Martin Ballesteros detto Pampero, su Soprano /Doctor Glass
- 2010, Gianluca Fais detto Vittorio, su Rocco

## Bibliografia

Il fantino Vincenzo Viarengo